# Франсуа (граф де Клермон)
Принц Франсуа Орлеанский, граф де Клермон (Франсуа Анри Луи-Мари) (фр. François d'Orléans,  dauphin de France, comte de Clermont; 7 февраля 1961, Булонь-Бийанкур — 30 декабря 2017) — представитель Орлеанского дома, граф де Клермон (с 1999), титулярный дофин Франции (1999—2006).

## Биография
Родился в Булонь-Бийанкуре, старший сын принца Генриха Орлеанского (1933—2019), графа Парижского, и его бывшей жены Марии Терезы Вюртембергской (род. 1934).
Его дедушка со стороны отца — Генрих Орлеанский, граф Парижа — Генрих VI (1908—1999). Дедушка со стороны матери — Филипп Альберт, герцог Вюртембергский — претендент на трон Вюртемберг как Филипп II (1893—1975).
Его мать во время беременности страдала токсоплазмозом, в результате чего принц Франсуа и его младшая сестра, принцесса Бланш, родились умственно отсталыми.
Его крестными родителями были: принц Генрих, граф Парижский (дед по отцу) и герцогиня Роза Вюртембергская (бабушка по матери).
В 1999 году его отец Генрих Орлеанский получил титулы графа Парижского и герцога Французского, став орлеанистским претендентом на королевский трон и главой Орлеанской ветви Королевского дома Франции. Его старший сын Франсуа получил титулы дофина Франции и графа де Клермона. В 2001 году Франсуа официально отказался от титула дофина в пользу своего младшего брата Жана, герцога де Вандома.
В 2006 году Генрих Орлеанский, граф Парижский, вместо Франсуа назначил дофином Франции своего второго сына Жана, герцога Вандомского.
Женат не был, потомства не оставил. Умер 30 декабря 2017 года.

## Титулы и обращение
- 17 февраля 1961 — 19 июня 1999 — Его королевское высочество принц Франсуа Орлеанский, сын Франции
- 19 июня 1999 — 2006 — Его королевское высочество Франсуа Орлеанский, дофин Франции, граф де Клермон
- 2006 — 30 декабря 2017 — Его королевское высочество Франсуа Орлеанский, граф де Клермон